# Фонд помощи России
Фонд помощи России (англ. Aid to Russia Fund), благотворительный фонд действовавший в 1941—1951 в годы Второй мировой войны в Великобритании для оказания помощи СССР. Полное название «Фонд помощи России Британского общества Красного Креста госпожи Черчилль».
В период Второй мировой войны супруга премьер-министра Великобритании Клементина Черчилль являлась президентом «Фонда помощи России Красного Креста», действовавшего с 1941 по 1951 год и оказавшего большую помощь Советскому Союзу медикаментами, медоборудованием для госпиталей, продуктами питания. Всего за годы войны «Фондом помощи России» госпожи Черчилль было собрано средств на общую сумму более 8 миллионов Британских фунтов (около 200 миллионов в современных деньгах).
Клементина Черчилль не только сама сделала первый взнос в новый фонд, подавая, таким образом, пример всем британцам, но и обратилась с призывом оказать помощь сражающимся народам СССР. В ответ стали приходить тысячи денежных переводов и десятки тысяч писем. Деньги передавали даже просто в конвертах. На многие письма госпожа Черчилль отвечала лично и благодарила об оказанной помощи.
Всего, за годы своей работы «Фонд помощи России» осуществил поставки в СССР на сумму около 8 млн фунтов стерлингов (около 200 миллионов в современных британских фунтах).
2 апреля 1945 года Клементина Черчилль прибыла в СССР по приглашению Советского правительства и Исполкома Советского общества Красного Креста и Красного Полумесяца. 6 апреля её принял в Кремле Сталин, подарив ей в знак признательности от имени руководства СССР золотое кольцо с бриллиантом. 7 мая Черчилль был торжественно вручен орден Трудового Красного Знамени — за «выдающиеся заслуги в проведении общественных мероприятий по сбору средств в Англии для оказания помощи Красной армии».
Ближе к концу войны Клементина Черчилль задумала проект, символизирующий солидарность двух стран в годы Второй мировой. В Ростове-на-Дону, Сталинграде «Фондом Красного Креста помощи России» были полностью укомплектованы несколько госпиталей. Суммарная стоимость медицинского оборудования и инструментов, переданных Ростову, составила более 400 тысяч фунтов стерлингов (10 миллионов британских фунтов сегодня). Черчилль посетила также некоторые города Украины. Помощь от фонда получили также госпитали Севастополя и ряда других городов СССР.
По соглашению 1945 года на «британских» больницах в России должны были появиться мемориальные доски с выражением благодарности британскому народу за предоставленную помощь. В Волгоградской областной клинической больнице № 1, в музее гигиены и здравоохранения, есть экспонаты связанные с деятельностью Клементины Черчилль.
В память об оказанной Великобританией помощи весной 2000 года английской королеве-матери было присвоено звание почетного гражданина города-героя Волгограда.
В Ростове-на-Дону памятную доску открыли 22 апреля 2016 г., надпись на доске гласит: «Баронессе Клементине Огилви Спенсер-Черчилль с искренней благодарностью за милосердие и помощь в годы совместной борьбы с фашизмом и в память визита в Ростов-на-Дону 22 апреля 1945 г.»
Фонд Клементины Черчилль продолжал оказывать помощь СССР и после войны и был ликвидирован только в 1951 году.

## Кубок помощи России
Кубок помощи России (англ. Aid to Russia Cup) — футбольный турнир, проводившийся в Великобритании в годы Второй мировой войны в рамках сбора средств для оказания помощи СССР Фондом помощи России.